# Interpol (band)
Interpol is een Amerikaanse band die in 1998 werd opgericht in New York. Ze worden doorgaans geclassificeerd als indierock, al worden ze ook ondergebracht in het postpunkgenre.

## Geschiedenis
De groep werd opgericht in 1998. Daniel Kessler (gitarist) ontmoette Carlos Dengler aan de New York University en overtuigde Carlos om mee te spelen met hem en drummer Greg Drudy. Kessler had Paul Banks (zanger) al enkele jaren eerder ontmoet in 1996 toen ze samen in Parijs op Summer School waren. Toen de twee elkaar weer tegen het lijf liepen in New York, herinnerde Kessler zich dat Banks gitaar speelde en hij nodigde hem uit om bij de groep te komen. In 2000 verliet Greg Drudy de groep en kwam Samuel Fogarino in zijn plaats drummen.
In 2004 werd Interpol door Robert Smith gekozen om samen met The Cure op tournee te gaan. Door deze 'Curiosa Tour' verwierf Interpol meer bekendheid in de Verenigde Staten. Ook in Europa doen ze het niet slecht voor een groep die toch nog altijd in de underground thuishoort. In 2005 verzorgden ze het voorprogramma voor zowel U2 als Coldplay en speelden ze op Rock Werchter. In 2010 toerden ze als voorprogramma van de U2 360°-tournee in Europa mee van 18 september tot en met 8 oktober. Hun single "Evil" werd in de Eindafrekening door Studio Brussel uitgeroepen als beste single van 2005.
Na het vierde album verliet Dengler de groep. Dit werd op 9 mei 2010 bekendgemaakt op de officiële website: "Carlos wil andere paden bewandelen. Dit is een vriendschappelijk afscheid, en we wensen hem al het beste toe met zijn toekomstige projecten. We zullen altijd fan blijven van dit bijzonder getalenteerd individu."
De band ging verder als trio. In 2014 werd het album El Pintor uitgebracht, in 2018 Marauder en in 2022 verscheen The Other Side of Make-Believe.
Naar aanleiding van 20 jaar Antics gaat de band op tournee in 2024. Ze treden in oktober op in De Roma in Antwerpen en Paradiso in Amsterdam.

### Groepsnaam
De groep speelde in het begin zonder groepsnaam. Pas toen ze enige aanhang begonnen te krijgen, werd over een naam beslist. Er gaan verschillende verhalen de ronde daarover:
- Zanger Paul Banks werd door zijn Spaanstalige vrienden weleens lachend Pol Pol Interpol genoemd.
- De naam zou slaan op de stijl en werkwijze van de band, die zou lijken op die van de Internationale Politie oftewel Interpol.

In ieder geval werd de band Interpol gedoopt en niet "Las Armas" of "The French Letters", twee andere opties. Het gevolg van die naam was dat ze in het begin, via hun website regelmatig e-mails van mensen kregen toegestuurd die dachten dat ze de echte Interpol waren.
Paul Banks vertelde ook eens in een interview dat hij ooit na een concert in Brussel aangesproken werd door iemand die voor Interpol werkte en uit nieuwsgierigheid was komen kijken.

## Albums

### Ep's (1998 - 2002)
Voordat Interpol zijn eerste album uitbracht, had de band reeds een aantal ep's gemaakt. De Fukd' I.D. #3 werd uitgegeven door Chemical Underground, een Britse indierock-platenmaatschappij. In datzelfde jaar verschenen ook de Precipitate EP's, die door de band zelf werden uitgegeven. In juni 2002 verscheen de Interpol EP, als opmaat naar het album Turn on the bright lights.

### Turn on the bright lights(2002)
Matador, een platenmaatschappij uit New York, bood Interpol de gelegenheid om haar eerste studioalbum op te nemen. Turn on the bright lights, het debuutalbum dat zijn naam dankt aan een regel uit het liedje NYC, bracht de band grote bekendheid binnen de underground rockscene. Het duistere karakter en de aantrekkelijke, doch eigenzinnige rifs leverden Interpol fans op in zowel de Verenigde Staten als Europa, maar ook in landen als Japan. In 2003 verscheen een ep met enkele live-opnamen, die gemaakt zijn tijdens de Black Sessions voor de Franse radiozender FranceInter. Deze ep kreeg als titel The Black EP.

### Antics(2004)
Na het succesvolle debuutalbum volgde in 2004 het tweede album Antics, dat evenals Turn on the bright lights werd uitgegeven door Matador. Interpol gaf zijn tweede album een iets ander karakter dan het debuutalbum. Antics is niet zo donker als zijn voorganger en ook iets verfijnder. Over het algemeen kan men Antics zien als een iets toegankelijker album dan Turn on the bright lights. Ook klinken Banks' zangpartijen een stuk zuiverder. Op Turn on the bright lights gebruikte hij veel effecten voor zijn zang omdat hij zich te onzeker voelde als zanger. De singles "Slow hands", "Evil" en "C'mere" waren dan ook redelijk succesvol. Als B-kanten werden onder andere enkele remixes gebruikt. In 2005 bundelde Matador vier remixes die door de bandleden waren gemaakt en bracht deze uit als de Remix EP. Het nummer "Narc" was ook een single.
Bij de uitgave van Antics werden in september en oktober 2004 vijf 'Interpol Spaces' geopend in New York, Los Angeles, Londen, Parijs en Berlijn. In deze ruimtes werden allerlei artikelen voor fans verkocht, zoals beperkte uitgaven van Antics en door kunstenaar Shepard Fairey gemaakte afbeeldingen.

### Our love to admire(2007)
Het derde album van Interpol heette Our Love to Admire. Interpol was inmiddels overgestapt naar de grotere maatschappij Capitol Records, dat het album op 10 juli 2007 uitgaf. De eerste single was "The Heinrich Maneuver" en ging aan het album vooraf. Drummer Sam Fogarino gaf in Paste Magazine toe dat Our love to admire niet Interpols scherpste moment was en dat ze, hoewel ze het geprobeerd hebben, hun oude, kenmerkende geluid moeilijk konden loslaten.

### Interpol(2010),El Pintor(2014),Marauder(2018) enThe Other Side of Make-Believe (2022)
Het vierde album, getiteld Interpol, werd in 2010 uitgebracht. Het nummer "Lights" werd op 28 april 2010 op de website van de band als muziekdownload uitgebracht.
In september 2014 bracht Interpol hun vijfde langspeler El Pintor uit. Dit is het eerste album zonder hun vorige bassist Carlos D. Paul Banks speelde de baspartijen in op dit album.
Het zesde studioalbum, Marauder, verscheen in augustus 2018. Tijdens de Coronapandemie werkten ze aan het album The Other Side of Make-Believe dat uitkwam in de zomer van 2022.

## Bezetting
- Paul Banks - zanger, gitarist
- Samuel Fogarino - drummer (sinds 2000)
- Daniel Kessler - gitarist

### Voormalige bandleden
- Greg Drudy - drummer (1997-2000)
- Carlos Dengler (Carlos D.) - bassist (1998-2010)

## Discografie

### Albums
| Album met eventuele hitnotering(en) in de Nederlandse Album Top 100 | Datum van verschijnen | Datum van binnenkomst | Hoogste positie | Aantal weken | Opmerkingen |
| ------------------------------------------------------------------- | --------------------- | --------------------- | --------------- | ------------ | ----------- |
| Turn on the bright lights                                           | 2002                  | -                     | -               | -            |             |
| Antics                                                              | 27-09-2004            | 02-10-2004            | 34              | 8            |             |
| Our love to admire                                                  | 06-07-2007            | 14-07-2007            | 5               | 11           |             |
| Interpol                                                            | 03-09-2010            | 11-09-2010            | 7               | 6            |             |
| El Pintor                                                           | 08-09-2014            | 13-09-2014            | 16              | 3            |             |
| Marauder                                                            | 24-08-2018            | 01-09-2018            | 16              | 2            |             |

| Album met hitnotering(en) in de Vlaamse Ultratop 200 albums | Datum van verschijnen | Datum van binnenkomst | Hoogste positie | Aantal weken | Opmerkingen |
| ----------------------------------------------------------- | --------------------- | --------------------- | --------------- | ------------ | ----------- |
| Turn on the bright lights                                   | 2002                  | -                     |                 |              |             |
| Antics                                                      | 2004                  | 02-10-2004            | 30              | 17           |             |
| Our love to admire                                          | 2007                  | 14-07-2007            | 3               | 21           |             |
| Interpol                                                    | 2010                  | 11-09-2010            | 5               | 10           |             |
| El Pintor                                                   | 2014                  | 13-09-2014            | 11              | 24           |             |
| Marauder                                                    | 2018                  | 01-09-2018            | 8               | 11           |             |

### Singles
| Single met eventuele hitnotering(en) in de Nederlandse Top 40 | Datum van verschijnen | Datum van binnenkomst | Hoogste positie | Aantal weken | Opmerkingen                 |
| ------------------------------------------------------------- | --------------------- | --------------------- | --------------- | ------------ | --------------------------- |
| Slow hands                                                    | 2004                  | -                     | -               | -            | Nr. 98 in de Single Top 100 |

| Single met hitnotering(en) in de Vlaamse Ultratop 50 | Datum van verschijnen | Datum van binnenkomst | Hoogste positie | Aantal weken | Opmerkingen |
| ---------------------------------------------------- | --------------------- | --------------------- | --------------- | ------------ | ----------- |
| The Heinrich maneuver                                | 02-07-2007            | 21-07-2007            | tip12           | -            |             |
| Barricade                                            | 09-08-2010            | 11-09-2010            | tip22           | -            |             |